# A.B.C-Z 2013 Twinkle×2 Star Tour
『A.B.C-Z 2013 Twinkle×2 Star Tour』（エー・ビー・シー・ジー　ニセンジュウサン　ツウィンクル　スター　ツアー）は、2013年10月16日にポニー・キャニオンから発売のA.B.C-Zの3枚目の舞台・コンサート作品。
本作はA.B.C-Z初となる全国コンサートツアー代々木第一体育館公演の映像化作品。初回限定盤にはツアーの舞台裏を追ったツアードキュメント映像を収録される。
初回限定盤(Blu-ray Disc)、初回限定盤(DVD 2枚組)と通常盤(Blu-ray Disc)、通常盤(DVD)の4形態リリース。

## 収録内容
本編は初回・通常共に同じである。
A.B.C-Z 2013 Twinkle×2 Star Tour 代々木第一体育館コンサート映像(2013年4月29日収録)
1. Overture
2. Za ABC〜5stars〜
3. ずっとLOVE
4. Freedom~溢れ出す想い~
5. A to Z
6. Crush
7. 砂のグラス
8. 明日の為に僕がいる
9. One by One  - 橋本良亮
10. Crazy Accel
11. 99%LIBERTY  - 塚田僚一（KinKi Kidsの曲）
12. 都道府県47  - 河合郁人
13. Twinkle Twinkle A.B.C-Z
14. Attraction!
15. MC
16. 君といた  - 戸塚祥太
17. Break out  - 五関晃一
18. STAR SEEKER
19. A.B.C-Z
20. ボクラ~LOVE&PEACE~
21. A.B.C-Z
22. 巨大回転ブランコ・コーナー
23. OPEN YOUR HEART
24. 恋涙（KinKi Kidsの曲）
25. Vanilla
26. Desperado
27. InaZuma☆Venus
28. サヨナラBOX
29. 恋に落ちたボディガード
30. HIGHER!FLY!
31. Naked
32. Dream~5つの願い~
33. 孤独のRUNAWAY
34. Twinkle Twinkle A.B.C-Z

## 特典

### 初回限定盤
- ツアードキュメント映像（A.B.C-Z 2013 Twinkle×2 Star Tour札幌～大阪～代々木～富山）
- スペシャルフォトブック

### 通常盤
- オリジナルポストカード6枚セット